# Phaeosphaeria juncina
Phaeosphaeria juncina är en svampart som först beskrevs av Bernhard Auerswald, och fick sitt nu gällande namn av L. Holm 1957. Phaeosphaeria juncina ingår i släktet Phaeosphaeria och familjen Phaeosphaeriaceae.  Arten är reproducerande i Sverige. Inga underarter finns listade i Catalogue of Life.